# Hans Caspar von Bothmer
Hans Caspar von Bothmer (Lauenbrück, 1656 – Londra, 6 febbraio 1732) è stato un diplomatico e politico tedesco, molto noto per il suo lungo soggiorno in Inghilterra, dopo il 1701, dove fu consigliere di diversi monarchi britannici.

## Biografia
Fu confidente della regina Anna, e dopo la sua morte, avvenuta nel 1714, bruciò tutta la corrispondenza con lei intercorsa, per evitare che cadesse nelle mani dei nemici. Egli fu una figura politica molto nota nella società britannica del tempo e vantò fra i suoi amici appartenenti al partito conservatore britannico che appartenenti al partito Whig.
Nel 1714, egli fu determinante nel favorire la successione dell'appartenente alla casa di Hannover Giorgio I al trono d'Inghilterra, piuttosto che il concorrente Giacomo III che possedeva un'indiscutibile nobiltà più marcata. Nonostante questo ebbe un rapporto molto difficile con il nuovo sovrano tanto da cadere in disgrazia per un certo tempo. In questi anni cospirò con Robert Walpole, uno statista britannico che era stato escluso, anch'esso, dal potere.